# Arctia semifasciata
Arctia semifasciata là một loài bướm đêm thuộc phân họ Arctiinae, họ Erebidae.